# North Salem (Nueva York)
North Salem es un municipio situado en el condado de Westchester, en el estado de Nueva York, Estados Unidos. Tiene una población estimada, a mediados de 2022, de 5095 habitantes.

## Geografía
El municipio está ubicado en las coordenadas 41°21′01″N 73°36′52″O / 41.35028, -73.61444 (41.333711, -73.614465). Según la Oficina del Censo, tiene una superficie total de 59.41 km², de los cuales 55.34 km² corresponden a tierra firme y 4.07 km² están cubiertos de agua.

## Demografía
De acuerdo con la estimación 2017-2021 de la Oficina del Censo, los ingresos medios de los hogares son de $161,860 y los ingresos medios de las familias son de $191,150. Los ingresos per cápita en los últimos doce meses, medidos en dólares de 2021, son de $69,629. Alrededor del 2.5% de la población está por debajo de la línea de pobreza.